# Pholis
Pholis is een geslacht van straalvinnige vissen uit de familie van botervissen (Pholidae). Het geslacht is voor het eerst wetenschappelijk beschreven in 1777 door Scopoli.

## Soorten
De volgende soorten zijn bij het geslacht ingedeeld:
- Pholis clemensi (Rosenblatt, 1964)
- Pholis crassispina (Temminck & Schlegel, 1845)
- Pholis fangi (Wang & Wang, 1935)
- Pholis fasciata (Bloch & Schneider, 1801)
- Pholis gunnellus (Linnaeus, 1758)
- Pholis laeta (Cope, 1873)
- Pholis nea (Peden & Hughes, 1984)
- Pholis nebulosa (Temminck & Schlegel, 1845)
- Pholis ornata (Girard, 1854)
- Pholis picta (Kner, 1868)
- Pholis schultzi (Schultz, 1931)